# Hans Tauchert
Hans Tauchert (5. ožujka 1904. – 26. lipnja 1958.) je bio njemački nogometni trener.

## Životopis
Tauchert je rođen 1904. godine i već s 24 godine počinje trenersku karijeru, i to u 1. FC Nürnbergu. Godinu dana kasnije odlazi u Mannheim zbog angažmana u SV Waldhofu, i ostaje do 1933. Zatim odlazi kratko trenirati Bayern München i vraća se u Mannheim 1934. godine. Tri godine kasnije, počinje trenirati Hamburger SV. Hamburga je trenirao od 1945. do 1949. godine, iako ga je 1948. kratko zamijenio Holstein Kiel. Zatim trenira VfB Mühlburg i Holstein Kiel do 1954. godine. Prve velike uspjehe postiže s 1. FC Saarbrückenom; u prvoj sezoni u klubu osvaja treće mjesto u Oberligi Südwest. Sezone 1955./56., sa Saarbrückenom je nastupao u Kupu prvaka, gdje je u prvom kolu izgubio od AC Milana, ukupnim rezultatom 7:5. Do završetka karijere, 1958. godine, još je trenirao Viktoriju Aschaffenburg i Borussiju Dortmund. Preminuo je 26. lipnja 1958., u 54. godini života.

## Vanjske poveznice
- Profil na "weltfussball.de"